# 中視大樂隊
中視大樂隊是1970年4月至1998年間的中國電視公司（中視）專屬樂隊，也是台灣第三個電視樂隊，一直都是由林家慶擔任指揮兼團長。

1971年的中視大樂隊

## 隊史
早在中視開播之前，中視歌唱節目《每日一星》在製作人杜弘毅的策劃之下，已經先錄製了一部分歌唱錄影，當時負責伴奏的是中視大樂隊的幾個成員；當時林家慶邀集了幾位曾經一起在台北美軍招待所及各大夜總會表演的職業樂師，組成一個不到10人的小型樂隊；這些成員都是當時各大夜總會樂隊的領班級人物，而他們與林家慶交情不壞，毅然放下當時各自享有的優渥待遇，跟林家慶出來「冒險」。1970年4月，在林家慶的努力與中視的協助之下，中視大樂隊正式成立；1971年3月時，中視大樂隊成員共有16人。
中視大樂隊通常每日工作7、8小時，每日都有節目要錄影，林家慶必須分配哪段音樂該由誰來演奏或合奏。有的歌唱部分是事先錄音好的，歌星只要對嘴就行，這時中視大樂隊只要作演奏狀就行；有的歌星忘詞、或者歌聲跟樂隊脫節，如果能遮掩過去，中視大樂隊都儘量配合，有時還得幫歌星提示歌詞。
中視播出的許多日本電視動畫，直接延用日本原版主題曲，而由林家慶填上中文歌詞，例如《科學小飛俠》、《海王子》、《小英雄》、《海底兩萬哩》等。台灣最後一部套用此模式的日本電視動畫為中視首播的《魔神英雄傳》。
1970年7月12日，《中國電視週刊》第38期（1970年7月12日出版）第46至47頁刊登中視大樂隊外景彩色照片，中視大樂隊成員入鏡者包括林家慶在內共有11人。1972年2月10日，在三台聯播晚會《中興之夜》中，台視大樂隊（1974年5月16日改組為台視大樂團）、中視大樂隊與華視大樂隊合組48人樂隊擔任伴奏。
1979年10月31日，中視出版部發行中視10周年台慶紀念黑膠唱片《中視十年紀念》，其全彩印刷的歌詞本封底右下角印有中視大樂隊在綜藝節目《一道彩虹》伴奏的照片，照片左下角印有林家慶的大頭照。
1980年8月6日傍晚，台北市政府警察局大安分局逮捕在中視大樂隊打雜的徐姓17歲少年；當時中視攝影棚與化粧室連續發生竊案，中視報請大安分局偵辦，大安分局刑警分析案情後研判是內賊所為；徐姓少年被捕的原因是，中視大樂隊的一位葉姓隊員被冒領存款新台幣三萬五千元，辦案人員從冒領的提款單上的筆跡查出冒領人是徐姓少年；徐姓少年向警方供稱，他曾在化粧間內偷了蕭孋珠的新台幣兩千元與劉藍溪的新台幣八百元，又趁中視大樂隊上節目時偷了隊員藏在樂器盒中的現金，並在林家慶家中偷了他的價值新台幣七千元左右的打火機。
1982年12月時，中視大樂隊成員共有19人（包括林家慶在內），成員平均月薪新台幣三萬元以上；而當時台視大樂團成員共有22人（包括當時指揮謝荔生在內），華視大樂隊成員共有16人（包括指揮詹森雄在內），成員平均月薪都是新台幣兩萬元以上，但是華視大樂隊成員因編制問題（既非華視演員、也非華視職員）而無法比照華視職員領取過年過節獎金。
1983年1月2日21時30分至23時整，中視播出中視大樂隊電視專輯《仙樂飄飄處處聞：中視大樂隊專輯》，內容純以表現中視大樂隊演奏技巧及林家慶新舊曲介紹為主，製作人是馬挺，主持人是林家慶與江艾倫，以主持人在林間、田埂、鄉村、郊野、畫廊、鬧市間的對話引出一段段各種風格技巧的演奏名曲，主持人也會簡單介紹樂理、樂器。1984年3月時，中視大樂隊成員共有20人（包括林家慶在內）。
1983年10月，亞太影展製作了主題曲〈亞太頌〉，孫儀作詞、劉家昌作曲、林家慶編曲，國防部藝術工作總隊音樂官蔡淑慎中文主唱，淡江中學校友李佩蒂（本名李筱貞）英文主唱，國防部藝術工作總隊國光合唱團和音，中視大樂隊伴奏。1984年4月18日19時整，中視大樂隊在台北新公園音樂台舉行露天音樂會〈與民同樂〉慶祝中華民國總統蔣經國誕辰，內容包括：①中視大樂隊現場演奏，②中視兒童合唱團大合唱，③蕭孋珠、甄秀珍等歌星的演唱。
1986年3月22日第21屆金鐘獎頒獎典禮，電視金鐘獎綜藝節目主持人獎頒獎人為台視大樂團指揮謝荔生、中視大樂隊指揮林家慶、華視大樂隊指揮詹森雄與中廣國樂團指揮顧豐毓。
1986年8月8日19時整，《民生報》在台北市中華體育館舉辦「歡樂民生：《民生報》慶祝突破四十萬份讀者聯歡晚會」，中視大樂隊伴奏，倪敏然、徐風主持。
1988年9月，中視新購一批電子合成樂器，充實中視大樂隊陣容。
1989年11月3日，中視與公共電視節目製播組（公視製播組）合作製播的音樂綜藝節目《第一現場》開播，中視大樂隊與國內頂尖樂手合作組成40人制「中視交響樂團」伴奏，林家慶擔任指揮。
1991年12月3日，中視綜藝節目《歡樂一百點》錄影中，中視大樂隊伸縮喇叭手歐陽義健放置樂譜時，從高度約有一層樓的樂隊席佈景台上踏空摔下，送醫治療後證實右胸肋骨受傷，耳朵也有擦傷，無生命危險；同日傍晚，歐陽義健返回中視，直呼命大。
1998年，林家慶退休。1999年1月12日，中視總經理江奉琪證實，中視大樂隊已於1998年解散，遣散費為新台幣兩千四百萬元。
2001年2月21日，赴廣西壯族自治區南寧市考察投資環境的前中視大樂隊副團長蔡敏輝與當地台商朋友失聯。2001年2月26日，廣西壯族自治區公安廳證實，蔡敏輝被發現死在南寧市邕江二橋邊，衣著完整，身上財物均無遺失。
2003年，前中視大樂隊吉他手倪方來說：「當初還在中視大樂隊待了四年，有時候歌星來唱歌，套譜一丟，指揮手一比，就正式開始了。有的電視台簽約的基本歌星，套譜是跟人借的，我們還得現場看譜、現場移調，所以說反應要很快。」
2003年5月2日，前中視大樂隊第一部薩克斯風兼單簧管手莊清峰因肺癌病逝家中，享年56歲。莊清峰是前有忠管絃樂團成員莊壽臣之子，1975年在台北市統一大飯店演出，後來受林家慶邀請加入中視大樂隊，直到1998年中視大樂隊解散。
2006年6月10日，林家慶獲頒第17屆金曲獎特別貢獻獎，他領獎時說：「很高興大家都沒忘記我。今天的情景，讓我回想起以前大家在錄音室錄音的情形，非常的辛苦。現在的音樂人真的很幸福。我也謝謝曾經和我一起工作的中視樂隊，至少我們的努力在台灣電視史上留下了輝煌的紀錄。」
2007年3月，林家慶找回中視大樂隊的老夥伴們合組「林家慶大樂團」，以爵士樂演奏台灣民謠。
2009年10月30日，在中視40周年台慶茶會中，行政院副院長朱立倫說，20年前他經常在中視當義工，當時包括中視大樂隊在內的中視同仁都自動幫忙籌辦他的結婚典禮，讓他非常感動。
2023年7月15日，臺北爵士大樂隊於基隆表演藝術中心演藝廳舉辦「TJO祝你幸福」音樂會，特別嘉賓為歌手林依霖與前中視大樂隊小號手高百聰。

## 編
台視大樂團、中視大樂隊與華視大樂隊同樣欠缺弦樂，所以當某些大型綜藝節目需要弦樂伴奏時，製作單位就必須臨時對外聘請2至12位弦樂樂師擔任弦樂伴奏（依節目需求人數有所不同）；這些弦樂樂師不屬於台視大樂團、中視大樂隊或華視大樂隊，製作單位只有在節目經費充裕時才會以新台幣三千至五千元的日薪聘請他們擔任弦樂伴奏。
在中視已停播多年（但仍有不定期重播）的《飛揚的音符》、《樂自心中來》等音樂節目中，仍然可以見到中視大樂隊。1994年5月29日，《樂自心中來》播出型態從帶狀播出改為每星期播出一集、每集長度一小時，中視大樂隊為此擴編人事組成管弦樂隊。
中視大樂隊在各節目中的上場人數不一，目前尚無中視官方文獻記載中視大樂隊的詳細編制，故僅能從各節目中窺知中視大樂隊的大略編制（包括臨時外聘的弦樂樂師在內）如下：
| - 指揮家：1人 - 小提琴：2人以上 - 中提琴：2人以上 - 大提琴：2人以上 - 豎琴：2人以上 - 低音吉他：2人以上 - 電吉他：2人以上 - 定音鼓、三角鐵、木魚、邦哥鼓、鈴鼓：共1人 | - 爵士鼓：1人 - 長號：2人以上 - 小號：2人以上 - 薩克斯風：5人以上 - 鋼琴：1人 - 電子琴：1人 - 豎笛：1人 - 合音：2人以上 |

## 名人
曾加入中視大樂隊的名人，除了林家慶以外，尚有：
- 鈕大可：曾任中視大樂隊貝斯手[32]。
- 倪方來（一名倪芳來）：曾任中視大樂隊吉他手。
- 張文光：曾任中視大樂隊鼓手。
- 孫建平：曾任中視大樂隊男合音。
- 王吉宣